# Heaton Wrenn
Heaton Luse Wrenn (18 de janeiro de 1900 — 16 de janeiro de 1978) foi um jogador de rugby union estadunidense, campeão olímpico.

## Carreira
Enquanto frequentava a Universidade Stanford, jogou pelo Stanford Cardinal. Ele integrou a equipe da Seleção dos Estados Unidos que conquistou a medalha de ouro nos Jogos Olímpicos de Verão de 1920 em Antuérpia. Na partida disputada no Estádio Olímpico em 5 de setembro de 1920, a seleção americana derrotou a favorita francesa por 8–0. Como esta foi a única partida disputada nesta competição, significou que os jogadores norte-americanos conquistaram a medalha de ouro. Juntamente com outros medalhistas de ouro do rugby union, ele foi incluído no Hall da Fama do IRB em 2012.